# 帕代诺杜尼亚诺
帕代诺杜尼亚诺（義大利語：Paderno Dugnano）是意大利伦巴第大区米蘭廣域市的市镇。面积为14.10平方公里，2017年人口数量为46,590人。